# 변증법적 행동치료

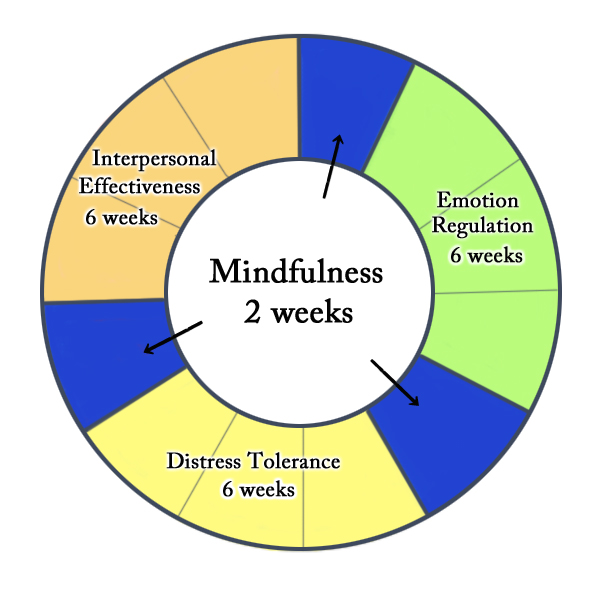

변증법적 행동치료(dialectical behavior therapy, DBT)는 증거기반의 심리치료로서 경계선성격장애(borderline personality disorder, 혹은 정서불안장애(emotional instability disorder)를 치료하는 방편으로 시작되었다. 변증법적 행동치료는 기분장애(mood disorder)나 자살생각(suicidal ideation)을 치료하거나 자해(self-harm)나 약물남용(substance abuse)과 같은 행동패턴을 변화시키기 위한 데에도 사용할 수 있다는 것이 증명되었다. 변증법적 행동치료는 치료자와 내담자가 수용(acceptance, 환자가 현실적 상황 등을 수용하는 것)과 변화지향 전략(change-oriented strategies)을 다루는 과정으로 진화하였고, 마지막에는 이 둘의 균형을 잡고 둘을 종합하는 것인데, 이는 정명제(hypothesis), 반명제(antithesis), 합명제(synthesis)이라는 이른바 ‘정반합’ 과정으로 구성되는 철학의 변증법 과정과 유사하다.
변증법적 행동치료는 한 개인이 자신을 반응상태(reactive states)로 만드는 촉발요인(trigger)을 알고, 원하지 않는 반응을 취하지 않기 위하여 어떠한 대처기술(coping skills)을 사건(events), 생각(thoughts), 감정(feelings), 행동(behaviors)의 연쇄 과정에 적용할 수 있는지 평가하는 데 도움을 줌으로써 정서조절(emotional regulation)과 인지조절(cognitive regulation) 능력을 배양하기 위하여 마샤 리네한(Marsha M. Linehan)이 개발한 것이다. 워싱턴대학교(University of Washington) 심리학 연구자였던 리네한은 경계선성격장애 환자와 만성적으로 자살충동을 느끼는 사람들을 치료하기 위하여, 1980년대말 인지행동치료(cognitive behavioral therapy, CBT)를 개조한 형태로서 이 치료법을 개발하였다. 변증법적 행동치료가 다른 증상 치료에 효과가 있는지에 관한 연구도 어느 정도 결과를 달성하였다. 변증법적 행동치료는 우울, 약물 및 알코올 의존증, 외상후스트레스장애(PTSD), 외상적뇌손상(TBI), 폭식장애(binge eating disorder), 기분장애 환자를 치료하는 데에도 사용된다. 또한 연구는 변증법적 행동치료가 자해와 스펙트럼기분장애(spectrum mood disorder) 관련 증상 및 행동을 가진 환자를 치료하는 데에도 도움된다고 규명하였다. 최근 연구에서는 성 학대 피해자와 약물 의존증 환자에게도 효과가 있음을 보여준다.
변증법적 행동치료는 사색명상훈련(contemplative meditative practice)에서 대부분 유래한 고통 감내(distress tolerance), 수용(acceptance), 마음 알아차리기(mindful awareness) 개념과 함께 정서조절과 현실검증(reality testing)을 위한 표준적인 인지행동기법(cognitive-behavioral techniques)과 결합되어 있다. 변증법적 행동치료는 정신질환의 생물사회학적 이론(biosocial theory)에 기반하고 있으며, 경계선성격장애 치료에 효과가 있는 것으로 처음 검증된 치료법이다. 첫 무작위임상시험(randomized clinical trial)에서 변증법적 행동치료는 기존 치료법에 비하여 자살시도, 정신병동 입원, 치료 중도 포기 등의 행태가 감소한 것으로 판명되었다. 메타분석을 통하여서 변증법적 행동치료는 경계선성격장애 환자에게 적당한 효과를 보인다는 것이 밝혀졌다.

## 개요
변증법적 행동치료는 인지행동치료(cognitive behavioral therapy, CBT)의 “제3의 물결(third wave)”의 일부로 간주되며, 환자의 스트레스 대처 능력을 키우기 위하여 인지행동치료를 채용하였다. 마샤 리네한은 아무런 이유 없이 치료 성공에 필요한 협력을 거부하는 환자를 대한 치료사가 번아웃(burn-out)에 빠진 것을 관찰하였다.
이를 통해 리네한이 통찰해낸 중요한 사실은, 연구한 만성적으로 자살 충동을 느끼는 환자들이 철저한 비수용적 환경(invalidating environments)에서 자라왔으며, 그래서 다정하고 무조건적 수용(unconditional acceptance)의 분위기를 요구해온 것이다. 무조건적 수용은 칼 로저스(Carl Rogers)의 긍정적 인문주의 접근(positive humanist approach)이 아니라 틱낫한(Thích Nhất Hạnh)의 형이상학적인 중립적인 것이며, 이러한 환경에서 성공적인 치료동맹(therapeutic alliance)을 발전시키려 한다. 두 번째는, 감정기능장애(emotional dysfunction)가 심각한 수준이라는 것을 받아들여야 할 환자로부터 적정한 수준으로 치료에 전념해야 한다는 것이다.
변증법적 전념치료는 심리적 문제 치료에 있어 환자가 치료사를 적이 아닌 아군으로 보게 한다. 이에 따르면, 치료사는 언제 어디서든 내담자의 감정을 그대로 받아들이고 수용(validate, 환자 주변의 치료사나 중요 인물들이 환자의 생각을 수용하는 것)하는 것을 목표로 하면서도, 내담자에게는 자신의 감정과 행동 중 일부는 부적응적인 것이라는 것을 알려주고 환자가 정의한 “보람찬 삶(a life worth living)”을 달성한다는 최종 목표와 함께 더 좋은 대안을 제시하는 것이다.
변증법적 행동치료에서 제시한 경계선성격장애의 생물사회학적 이론(biosocial theory)에서, 내담자는 감정기능장애 관련 생물학적 소인(biological predisposition)이 있으며, 사회적 환경이 부적응적 행동을 하게 만든다는 것이다.
리네한 등은, 정반합(正反合)의 변증법을 통하여 수용(acceptance)과 변화(change)에 전념하는 것을 결합하고, 인지행동치료, 대인관계 변이(interpersonal variant), 자기주장 훈련(assertiveness training), 마음챙김명상과 같은 사색명상훈련 등 서구 심리학 전통이 일군 감정적 자기 조절(emotional self-regulation) 기술들을 조합하였다. 리네한의 공헌은 ‘상호주관적 엄한 사랑(intersubjective tough love, 양자가 서로 사랑이라는 것을 인지하지만 이에 대하여 각자 주관적으로 다르게 인지하는 한편, 엄격하게 도움을 주는 것)’에 기반한 동맹을 고수하면서도, 적대적인 치료사-내담자 관계를 바꾼 것이었다.
모든 변증법적 행동치료는 네 가지 요소가 있다.
- 개인(Individual) : 치료사와 환자는 한 주 동안 발생한 문제들을 일기에 기록하고서 논하고, 치료목표체계(treatment target hierarchy)를 따른다. 자해성 자살충동성 행동, 혹은 생명에 위해를 가하는 행동은 우선순위를 갖는다. 그 다음은 자신이나 타인을 직접 해하지는 않지만 치료 과정에 지장을 주는 행동들이다. 이런 행동들은 치료 방해 행위(therapy-interfering behaviors)로 알려져 있다. 그 다음은 삶의 문제와 삶을 향상시키기 위하여 노력하는 것이다. 개인치료동안 치료사와 환자는 기법을 사용하는 것을 향상시키려고 한다. 어떤 기법들을 조합하여 사용할지 논의하거나, 기법에 따라 행동하는데 지장을 주는 것을 다루기도 한다.
- 집단(Group) : 집단은 보통 일주일에 한 번 2시간에서 2시간30분동안 만나며, 핵심 마음챙김(core mindfulness), 대인관계 효용성(interpersonal effectiveness), 감정 조절(emotion regulation), 고통 견디기(distress tolerance) 등 네 가지 기법 양식으로 구분되는 특정한 기법들을 사용하는 방법을 배운다.
- 치료사 상담팀(Therapist Consultation Team) : 치료사 상담팀은 변증법적 행동치료를 제공하는 치료사 전체를 포함한다. 주마다 미팅이 있고 치료를 제공하는 치료사들을 지원한다.
- 전화코칭(Phone Coaching) : 전화코칭은 환자의 일상생활 속에서 기법을 일반화하도록 설계된다. 전화코칭은 단순하며 주로 기법에만 집중한다.

어떤 요소도 하나로만 사용하지 않는다. 개인요소는 자살충동이나 통제되지 않는 감정 문제들이 집단활동(group session)에 지장을 주지 않도록 하는 데 있어 필요하다. 반면 집단활동은 변증법적 행동치료만의 기법들을 가르치며, 사회적 맥락에서 감정과 행동을 조절하는 연습을 제공하기도 한다. 변증법적 행동치료 기법 트레이닝만은 일부 임상 현장에서 치료 목표를 다루는데 사용되고 있다. 그리고 변증법적 행동치료에서 보이는 더 큰 감정 조절 목표는 육아 지원과 같은 새로운 환경에서 사용되도록 하였다.

## 네 가지 양식

### 1. 마음챙김
마음챙김(mindfulness)은 모든 변증법적 행동치료 요소를 아우르는 핵심이다. 변증법적 행동치료에서 가르치는 다른 기법들의 기반이다. 이것은 익숙한 것들에 갑작스러운 변화를 일으키거나 화가 나는 상황에 처하게 할 때 느끼는 강렬한 정서를 수용하고 인내하는 것을 돕기 때문이다. 마음챙김이라는 개념과 이를 가르치는데 사용되는 명상훈련은 기존의 사색종교훈련에서 유래했지만, 변증법적 행동치료에서 가르치는 것은 어떤 종교나 형이상학적 개념과는 무관하다. 변증법적 행동치료에서 마음챙김이란 현재 순간을 판단하지 않고 집중하는 능력, 그 순간에 살아있다는 것에 대한 능력, 관점을 가지고 정서와 감각을 온전히 체험하는 능력을 말한다. 마음챙김훈련은 촉각, 후각, 시각, 미각, 청각의 오감으로 주변 환경을 알아차리게 하려는 것이다. 마음챙김은 수용(acceptance)의 원칙이 좌우하는 요소이며, 때로는 '급진적인 수용(radical acceptance)'을 의미할 때도 있다. 수용 기술은 환자가 판단하지 않고 상황을 바라보는 능력과 수반하는 정서에 좌우된다. 이는 전반적으로 더 적은 고통을 일으키지만 결과적으로 불편과 증상을 줄여준다.

#### (1) 수용과 변화
변증법적 행동치료의 첫 회기에서는 수용(acceptance)과 변화(change)의 변증법을 소개한다. 환자는 우선 치료라는 개념을 머리속에서 편하게 받아들여야 한다. 환자와 치료사가 신뢰 관계를 구축하면, 변증법적 행동치료는 성공할 수 있다. 수용을 배우는 핵심 부분은 우선 급진적인 수용에 대한 개념을 이해하는 것이다. 급진적인 수용은 판단 없이 긍정적 혹은 부정적 상황 모두 직면해야 한다는 개념이다. 수용은 마음챙김과 감정조절 기술을 통합하는 것인데, 이는 급진적인 수용 개념의 핵심을 이룬다. 마음챙김과 감정조절 두 기술은 특히 변증법적 행동치료가 다른 치료와 차별을 이루는 부분이다. 환자가 수용 개념에 친숙해진 이후에는 이 기술들에 변화라는 개념이 동반하게 된다. 변증법적 행동치료는 치료사가 환자와 함께 평가하는 변화의 다섯 가지 상태가 있다. 즉 사색 이전(precontemplation), 사색(contemplation), 준비(preparation), 행동(action), 유지(maintenance)이다. 사색 이전 상태는 첫 단계로서 환자가 문제를 전혀 알아차리지 못하는 상태이다. 두 번째 단계인 사색 상태는 환자가 질병의 실체를 사실로 인정하는 단계이다. 이는 행동이 아니라 사실이라고 인정하는 것이다. 세 번째 단계인 준비 상태에서는 환자는 행동을 취하려 하지 않지만 나아가려고 준비하지도 않는다. 이는 치료사를 찾거나 만나는 것 정도로 단순하다. 네 번째 단계인 행동 상태에서 환자는 행동을 취하고 치료를 받는다. 마지막 다섯 번째 단계인 유지 상태에서 환자는 재발을 방지하기 위하여 변화를 강화한다. 수용과 변화를 파악한 후, 환자는 마음챙김 기법으로 완전히 옮겨갈 수 있다.

#### (2) '무엇' 기술
'무엇' 기술("What" skills)은 마음챙김을 할 때 하는 것(what)이다. 관찰(observe), 묘사(describe), 참여(participate) 등이 그것이다. 이런 것들은 한 회에 한 번만 한다. 관찰하기는 현재 순간에 의식적으로 집중하는 것이다. 묘사하기는 관찰한 것을 말로 표현하는 것이다. 참여하기는 현재 순간의 활동에 완전히 들어가는 것이다.

##### 관찰
개인의 내적 혹은 외적 환경을 아무 판단 없이 관찰하는 것이다. 어떤 상황에서 무슨 일이 벌어지고 있는지 이해하는데 유용하다. 변증법적 행동치료에서는 감정과 경험들이 마음 속에 들러붙지 않고 스쳐지나가게 하는, 음식물이 들러붙지 않는 테플론(teflon) 코팅이 된 후라이팬과 같은,  '타격을 입지 않는 마음(teflon mind)'을 발달시키는 것을 추천한다.

##### 묘사
관찰하는 기술을 통해 관찰한 것들을 표현하는 것이다. 판단하는 진술이나 표현이 없다. 관찰한 것을 타인이 알게 한다. 환경이나 내면의 마음 상태를 오감으로 관찰하면 개인은 관찰한 것을 말로 표현하게 되고 이로써 환경을 잘 알게 된다.

##### 참여
지금 하고 있는 활동에 완전히 집중하고 참여해 들어가는 것이다.

#### (3) '어떻게' 기술
'어떻게' 기술("How" skills)은 마음챙김을 할 때 어떻게(how) 관찰하고 묘사하고 참여하는지에 관한 것이다. 비판단적인 자세를 취하고(nonjudgementally), 그 순간에는 하나에만 집중하며(one-mindfully), 제대로 하는 것(effectively)이다. 한 회에 한 가지만 해야 하는 '무엇' 기술과는 달리, '어떻게' 기술은 동시에 해야 한다.

##### 비판단적 자세
사실을 묘사하는 행동이며 좋고 나쁨 혹은 공평하고 불공평함을 가지고 생각하는 것이 아니다. 이는 판단이자 사실 묘사가 아니다. 비판단적인 자세를 취하는 것은 누군가가 반대할 수도 있는 판단을 가하지 않고 제대로 이해하는 것을 돕는다.

##### 하나에만 집중하기
하나에만 집중하는 것이다. 하나에만 집중하는 것은 집중력 부족으로 인해 마음이 '감정(emotion)'으로 잘못 들어서는 것을 막는데 유용하다.

##### 제대로 하기
단순히 제대로 하는 것이다. 매우 광범위한 기술이어서 다른 기술들이 제대로 작동하여 결과물을 낼 수 있도록 하는 데에도 적용할 수 있다.

### 2. 고통 견디기
최근에 나온 정신 건강 치유 프로그램들은 연인이나 애인의 죽음, 실직, 질병, 테러, 트라우마 등의 고통스러운 사건이나 환경을 변화시키는 것에 주목하고 있다. 그러나 이런 프로그램들은 고통의 의미를 찾고 고통을 수용하고 견디는 것에는 그다지 주목하지 않았다. 인간중심치료(person-centered therapy), 정신역동치료(psychodynamic therapy), 정신분석치료(psychoanalytic therapy), 게슈탈트 치료(gestalt therapy), 이야기치료(narrative therapy) 등에서는 이를 다뤄왔으며, 종교적 영적 공동체나 리더들도 이를 수행해왔다. 변증법적 행동치료는 기술적으로 고통을 견디는 법을 터득할 것을 강조한다.
고통 견디기 기술은 변증법적 행동치료 마음챙김 기술에서 자연스럽게 발전한 것으로 구성된다. 이 기술들은 자신과 현재 상황을 평가도 판단도 하지 않고 있는 그대로 수용하는 능력과 관련 있다. 이는 비판단적 자세이기에 인정이나 체념 중 어느 하나를 의미하는 게 아니다. 목표는 부정적인 상황과 그것이 주는 타격을 가만히 인식할 수 있는 능력을 키우는 것이지, 상황과 타격에 압도되거나 이로부터 숨는 능력을 키우는 게 아니다. 이는 행동을 취할지 그리고 어떻게 취할지를 현명하게 결정하는 능력을 키우게 하며, 경계선성격장애(borderline personality disorder)의 일부이기도 한 강렬하고 절망적이며 파괴적일 수도 있는 정서적반응(emotional reactions)에 빠지게 하려는 것이 아니다.

#### 'TIP' 기술
'TIP' 기술(TIP skill)은 가장 빠르고 잘 알려진 고통 견디기 기술 중 하나이다. 고통을 매우 빠르게 줄여준다. 내담자가 강한 감정에 압도되어서 자해 강박이 나타날 때 사용하도록 권장한다.
- Tipping the temperature of one's face with very cold water.(찬물로 얼굴 온도 낮추기, 잠수반사(dive reflex, 물에 들어가거나 코에 물이 닿기만 해도 자동적으로 심박수 저하와 말초혈관 수축을 가져오는 반사행동)를 일으켜서 생리기능을 떨어뜨려 감정을 느리게 함)
- Intense exercise of approximately 20 minutes.(20분 전후의 집중도 있는 운동)
- Paced breathing as well as paired muscle relaxation.(일정 속도 호흡 조절과 동시에 근육 이완)

#### ACCEPTS 주의분산법
수용(ACCEPTS)을 통한 주의분산법(Distract with ACCEPTS)은 일시적으로 불쾌한 감정들로부터 멀어지게 하는 기술이다.
- Activities(활동) : 즐거운 일이나 활동하기
- Contribute(공헌) : 타인이나 지역사회 돕기
- Comparisons(비교) : 자신보다 불행한 타인이나 현재보다 더 안좋았던 과거의 자신과 현재의 자신을 비교해보기
- Emotions(감정) : 유머감각을 자극하거나 관련 활동을 통한 행복감을 자극하여 색다른 느낌을 받아보기
- Push away(밀쳐내기) : 자신의 상황을 잠시 멀리하고 잠시 그 외의 것을 마음속 우선순위에 두기
- Thoughts(생각) : 강제로 다른 것을 생각하기
- Sensations(감각) : 찬물 샤워나 매운맛사탕과 같이, 현재 일상에서 느끼고 있는 것이 아닌 강렬한 느낌을 주는 것을 해보기

#### 자기진정
자기진정(Self-soothe)은 자신에게 편안하게 보살피듯 친절하고 부드럽게 대하는 기술이다. 진정시키는 행위를 하는 것이다. 고통이나 흥분이 일어날 때 사용한다. 미국 미식축구리그(NFL) 뉴욕제츠(New York Jets) 팀의 와이드리시버(wide receiver) 브랜든 마셜(Brandon Marshall)은 2011년 경계선성격장애 진단을 받았으나, 현재는 변증법적 행동치료의 열렬한 신봉자가 되었다. 그는 치료 수단으로서 재즈 듣기나 기도와 같은 활동을 한다.

#### 순간을 향상시키기
순간을 향상시키기(IMPROVE the moment) 기술은 고통의 순간에 안정을 취하는 데 도움이 된다.
- Imagery(상상) : 안정시키는 장면, 잘 되는 것들, 기쁘게 만드는 것들을 상상한다.
- Meaning(의미) : 느끼고 있는 것에서 목적이나 의미를 찾는다.
- Prayer(기도) : 숭배하는 존재에게 기도하거나 종교가 없으면 개인이 가지고 있는 만트라(mantra)를 암송한다.
- Relaxation(안정) : 근육을 이완시키고 호흡을 깊게 한다. 자기진정과 함께 사용한다.
- One thing in the moment(현재 몰입) : 하고 있는 일에 주의를 집중한다. 현재에 머물도록 한다.
- Vacation (brief)(짧은 휴가) : 단시간동안 모든 것에서 벗어나 휴식을 취한다.
- Encouragement(격려) : 자신을 응원하고 상황을 해쳐나갈 수 있으며 있는 그대로 대처하겠다고 스스로에게 이야기하는 것은 회복을 돕고 취약성을 감소시켜줄 것이다.

#### 찬반
찬반(Pros and Cons)은 고통을 견디지 않는 것에 대한 긍정적인 것들과 부정적인 것들을 모두 생각하는 것이다.

##### 급진적인 수용
현실과 대립하거나 싸우지 말고, 있는 그대로 상황을 수용한다.

##### 마음 전환
수용하는 자세로 마음을 바꾼다. 급진적인 수용과 함께 사용한다.

##### 기꺼움 대 마지못함
기꺼움 대 마지못함(Willingness vs. willfulness)는 효과적인 것을 하는데 기꺼이 나서고(willing) 마음을 여는 것이다. 수용과는 반대되는 마지못해 애쓰는(willful) 자세를 없앤다. 그리고 다음 목표에 초점을 맞춘다.

### 3. 감정조절
경계선성격장애나 자살 충동이 있는 사람은 자주 강렬한 감정을 느끼거나 마음이 불안하다. 이들은 분노하거나 크게 좌절하거나 우울해 하거나 불안해 한다. 이는 내담자가 감정 조절을 배워야 한다는 것을 의미한다. 감정 조절에 관한 변증법적 행동치료 기술은 다음과 같다.
- 감정을 알아차리고 이름 붙이기
- 감정을 바꾸는데 지장을 주는 것을 알아내기
- 감정 마음(emotion mind)에 취약해지는 것을 줄이기
- 긍정적인 감정을 느끼게 해주는 일들을 늘려나가기
- 최근의 감정에 대한 마음챙김(mindfulness)을 늘리기
- 평소 해보지 않은 것들 해보기
- 고통 견디기(distress tolerance) 기법을 따라해보기

감정조절기술은 강렬한 감정의 실체는 문제를 일으키는 상황이나 경험, 조건자극(conditioned response)에 대한 조건반응(conditioned response)이며, 따라서 환자의 조건반응을 다른 것으로 대체해야 한다는 이론에 기반하고 있다. 이 기술은 다음의 네 가지 양식이 있다.
- 감정을 이해하고 이름 붙이는 방법 배우기 : 환자는 자기 감정을 인지하는데 집중한다. 이는 환자를 자신의 감정에 노출시키는 마음챙김과도 직접 관련되어 있다.
- 원치 않는 감정 바꾸기 : 치료사는 반대반응(opposite-reactions), 사실확인(fact-checking), 감정 조절을 위한 문제 해결(problem solving to regulate emotions)을 사용한다는 것을 강조한다. 반대반응을 사용하는 동안, 환자는 반대되는 감정으로 대응함으로써 고통스런 감정을 바꿔야할 목표로 삼는다.
- 취약성 줄이기 : 환자는 긍정적인 감정들을 축적하는 법과 대처기제(coping mechanisms)를 미리 마련해 두어, 고통스런 경험이 발생하면 잘 대처하게 한다.
- 극단적인 상황 대처하기 : 마음을 안정시키고 위기상황에 잘 대처하기 위해, 환자는 최근 느꼈던 감정에 마음챙김기술을 접목시키는데 집중한다.

#### 감정 이야기 기법
감정 이야기(story of emotions) 기술은 지금 느끼고 있는 감정이 무엇인지 이해하는데 사용된다.

1. 사건 떠올리기

2. 사건 해석

3. 신체 감각

4. 신체 언어

5. 행동 충동

6. 행동

7. 리스트에 작성된 것들을 기반으로 한 감정 이름

#### PLEASE 기법
이 기법은 감정마음(emotion mind)에 취약해지게 하는 좋지 못한 건강습관(health habits)과 관련있다. 이 기법은 건강한 신체를 유지하는 것을 목표로 하기에, 건강한 감정을 가질 가능성이 높아지게 된다.
- PhysicaL illness (treat) (신체 질병과 치유) : 병이 나거나 다치면 적절한 치료를 받는다.
- Eating (balanced) (균형 잡힌 식단) : 잘 먹고 만족감을 느낀다.
- Avoid mood-altering drugs(기분을 조절하는 약물 복용 금지) : 처방 없이 약물을 복용하지 않는다. 몸에도 안 좋고 기분도 통제하지 못할 것이다.
- Sleep (balanced) (균형잡힌 수면) : 너무 많이 너무 조금 자면 안 된다. 일반 성인에겐 하루 8시간 수면이 적당하다.
- Exercise(운동) : 효과가 있을 정도의 운동을 한다. 이는 자신의 몸에 대해 갖는 신체상(body image)을 올려줄 뿐 아니라, 엔돌핀(endorphin)을 분비하여 더 행복한 느낌을 받도록 한다.

#### 숙달 기법
하루에 한 가지씩 자신의 유능감과 통제력을 향상시켜줄 것을 한다.

#### 반대행동 기법
합당하지 못한 감정, 즉 현재 자신이 처한 상황에 맞지 않는 감정을 가지고 있을 때 사용하는 기법이다. 어느 한 순간에 올라오는 충동과는 반대되는 것을 하는 것이다. 반대되는 감정으로 대체한으로써, 의도와는 맞지 않거나 정당하지 못한 감정에서 벗어나게 하는 수단이다.

#### 문제해결 기법
감정이 합당한 경우에 문제를 해결하는데 사용되는 기법이다. 다른 기법들과 같이 사용한다.

#### 감정적 고통 제거
자신의 감정을 관찰하고 경험하고 그대로 인정하고 수용한 다음에 흘려보내는 것이다.

### 4. 대인관계 효용도
변증법적 행동치료 트레이닝에서 가르치는 대인관계 반응 패턴들은 자기주장 클래스(assertiveness class)나 대인관계문제 해결 클래스(interpersonal problem-solving class)에서 가르치는 것과 매우 흡사하다. 패턴에는 원하는 것 요청하기, '아니오'라고 말하기, 대인관계에서의 갈등 대처 등의 전략들이 있다. 경계선성격장애 환자는 대체로 일반상식선에서 괜찮은 대인관계 기술을 가지고 있다. 문제는 이런 기술들을 특정 상황에 적용하면서 발생한다. 이들은 타인이 문제 상황에 직면한 것에 대해서 논하면 이에 필요한 행동 절차들을 잘 설명하면서도, 정작 자신의 상황을 분석하면서는 이와 유사한 행동 절차를 제대로 시행하지 못한다. 대인관계 효율성(interpersonal effectiveness) 양식은 상대가 무언가를 바꾸거나 누군가에게 무언가를 하라고 요청하는 상황, 혹은 누군가 무언가를 바꾸려는 것에 반대하거나 '아니오'라고 말하는 상황에 초점을 둔다. 이 기법은 어느 특정 상황에서도 개인의 목표를 달성하면서도 동시에 상대와의 관계나 자기에 대한 존중감 모두를 해하지 않는 가능성을 최대화하려는 것이다.

#### DEAR MAN 기법
이 기법은 자신의 욕구를 타인에게 전달하는 방식으로서, 원하는 걸 얻는 것을 돕는데 사용된다.
- Describe one's situation using specific factual statements about a recent situation.(최근 상황에 대하여 사실만을 이야기하는 방식으로 상황을 묘사하기)
- Express the emotions experienced when the situation occurred, why this is an issue and how one feels about it.(상황이 발생할 때 경험한 감정을 표현하기, 왜 이것이 문제이고 어떻게 그것에 대해 느끼는지 등등)
- Assert one's self by asking clearly and specifically for what behavior change the person seeks.(분명하고 구체적으로 자신이 원하는 상대방의 행동변화를 요구함으로써 자기 주장하기)
- Reinforce one's position by offering a positive consequence if one were to get what one wants.(원하는 것을 얻고자 하는 경우, 긍정적인 결과를 제시함으로써 자신의 태도나 입장을 강화하기)
- Mindful of the situation by focusing on what one wants and disregard distractions through validation/empathy and redirecting back to the point.(원하는 것이 무엇인지 초점을 두고서 상황에 집중하고, 원하는 것이 무엇인지 수용(validate)하거나 공감하면서 다시 그것으로 돌아감으로써 나의 목표를 방해하는 것들을 무시해버리기)
- Appear confident and assertive, even if one does not feel confident.(자신감이 없어도 자신감을 갖고 자기주장 하기)
- Negotiate with a hesitant person and come to a comfortable compromise on one's request.(주저하는 사람과 협상하고 요구사항에 대한 적절한 절충안에 이르기)

#### GIVE 기법
이 기법은 말그대로 무언가를 주는 것으로, 친구, 동료, 가족, 연인 등의 관계를 유지하는 데 도움을 준다. 대화중에 사용된다.
- Gentle(부드러움) : 언어적 신체적 공격, 폄하발언이 아닌 적절한 언어를 사용하고, 설령 상대가 그럴만 하다고 해도 비꼬는 말투를 피하며, 정중하고 판단을 내리지 않는다.
- Interested(관심) : 상대가 무언가를 말하면 말하고 있는 것에 관심을 보인다. 아이컨택트를 유지하고 질문을 한다. 대화 중 핸드폰 사용은 금지이다.
- Validate(수용) : 상대의 상황에 대한 이해와 공감을 표한다. 수용은 말, 몸짓, 표정으로 보여줄 수 있다.
- Easy Manner(편안한 매너) : 대화 중에는 마음을 고요하고 편안하게 가지며 유머나 미소를 이용한다.

#### FAST 기법
이 기법은 자기존중감을 유지하는 데 유익하다. 다른 대인관계 효율성 기술과 함께 사용한다.
- Fair(공정) : 자신과 타인에게 모두 공정하게 대할 것.
- Apologies (few)(최소한의 사과) : 잘못한 것이나 잘못된 것이 있어도 두 번 이상 사과하지는 말 것
- Stick to One's Values(가치관 고집) : 자신이 믿는 가치를 사실로 여기고 이를 지지할 것. 타인이 자신의 가치를 침범하지 않게 할 것
- Truthful(진솔함) : 거짓말하지 말 것. 거짓말은 상대와의 관계는 물론 자기에 대한 존중감도 해친다.

이 리스트는 문제해결 양식(problem-solving module)을 포함하지 않는다. 이는 치료사가 되는 연습을 하려는 목적으로 만들어진 것이다.

## 도구
특별하게 만들어진 일기 카드(diary cards)는 관련된 감정과 행동들을 추적하는데 있어 유용하다. 일기 카드는 매일 작성되어야 효과가 좋다.

### 연쇄분석
연쇄분석(혹은 사슬분석, Chain analysis)은 행동에 대한 기능분석(functional analysis) 형태이지만, 행동연쇄(behavior chain)를 형성하는 연속적 사건들(sequential events)에 보다 집중하게 된다. 연쇄분석은 행동심리학(behavioral psychology), 그중에서도 특히 연쇄에 관한 응용행동분석(applied behavior analysis, ABA) 개념에 뿌리를 두고 있다. 연구 성과가 축적되면서, 많은 사람들을 대상으로 하는 행동연쇄분석(behavior chain analysis)이 필요하다는 것으로 밝혀졌다.

## 효능

### 경계선성격장애
변증법적 행동치료는 대부분 경계선성격장애 치료를 위해 연구되어 왔으며, 꾸준한 연구를 통해 경계선성격장애 치료에 효과가 있다고 결론지어졌다. 2009년 캐나다의 한 연구는 변증법적 행동치료 기법과 일반 심리치료기법을 통한 경계선성격장애 치료를 비교하였다. 연구는 180명의 성인을 대상으로 하였고, 이들을 다시 90명의 두 그룹으로 나누었으며, 41주간 진행되었다. 그 결과, 자살 충동을 느끼는 경우와 자살 충동은 없지만 자해 시도는 있었던 경우에서, 모두 통계학적으로 유의미한 감소가 보였다.(48% 감소 p=0.03, 77% 감소 p=0.01) 그룹 간에 통계학적으로 유의미한 차이는 이 에피소드들에서는 없었다. (p=.64) 응급실 방문 횟수도 67%까지 감소했으며(p<0.0001), 자살 시도로 인한 응급실 방문 회수도 65%까지 감소했지만(p<0.0001), 그룹간 통계적으로 유의미한 차이는 역시 없었다.

### 우울증
미국 듀크대학교(Duke University) 실험연구에서는 항우울제를 이용한 우울증 치료와 항우울제와 변증법적 행동치료 요법을 병행한 우울증 치료를 비교하였다. 만성적 우울증을 앓는 60세 이상의 34명을 28주동안 치료하였다. 치료 후 6개월이 경과하면서, 증상 완화 비율에서 그룹간 통계적으로 유의미한 차이가 현저했다. 항우울제와 변증법적 행동치료를 병행한 그룹이 증상 완화에서 월등한 비율을 보였다.

### 복합외상후스트레스장애(CPTSD)
복합 트라우마(complex trauma)나 트라우마를 일으키는 사건에 노출되는 것은 복합외상후스트레스장애(complex post-traumatic stress disorder, CPTSD)를 일으킬 수 있다. CPTSD는 정신의학계에서 논란을 일으켰다.  정신의학 및 심리치료 종사자 중 일부는 외상후스트레스장애(PTSD)를 CPTSD와 나눠야 한다고 주장하였지만, 미국정신의학협회(American Psychological Association, APA)는 정신질환 진단 및 치료용 매뉴얼인 정신질환 진단 및 통계 편람(Diagnostic and Statistical Manual of Mental Disorders, DSM)의 2013년판인 DSM-5에 CPTSD를 등재하지 않았다.
종합적 증상(symptomatology)이 환자 일상 곳곳에 스며들어 만연(pervasive)한다는 점, 인지적 영역(cognitive domains), 정서적 영역(emotional domains), 생체적 영역(biological domains)이 있다는 점에서 CPTSD는 PTSD와 유사하다. 그러나 유년기 대인관계 트라우마나 만성적 유년기 스트레스에서 유래한다는 점, 가장 흔한 전례로서는 성폭행으로 인한 트라우마(sexual trauma)라는 점에서 CPTSD는 PTSD와는 다르다. 최근 CPTSD 증상을 가진 사람들은 전체에서 0.5% 정도인 반면, PTSD는 1.5%이다. CPTSD에 대한 정의는 여러 가지가 있다. 세계보건기구(WHO)와 국제외상스트레스연구협회(International Society for Traumatic Stress Studies, ISTSS)는 물론, 임상가들과 연구자들이 개별적으로 여러 버전의 정의를 내렸다.
CPTSD의 정의 대부분은 PTSD를 정의하는 기준에 몇 가지 영역(domain)을 더 추가하여 정의하고 있다. 미국정신의학협회가 CPTSD를 인정하지 않았지만, 세계보건기구는 이 증상을 2018년에 발행한 국제질병분류(International Classification of Diseases, ICD) 제11판인 ICD-11에 추가하였다. 세계보건기구는 압박 혹은 옥죄는 느낌을 주는 하나 이상의 사건들을 겪은 후에 발생하는 장애로서, 자존감을 낮아지게 하거나 대인관계 문제, 정동조절(affect regulation)에서의 문제를 일으키는 특징을 가지고 있다고 정의하고 있다. 정동조절에 문제가 발생한다는 이 특징으로 인하여, CPTSD가 경계선성격장애에 종종 비유되기도 한다.

### CPTSD와 경계선성격장애의 유사점
정동조절부전(혹은 정서통제불능상태, affect dysregulation)과 함께, 사례연구들에서는 CPTSD 환자가 분열(splitting), 기분변동(mood swings), 유기공포(혹은 유기불안, fear of abandonment)를 보이기도 한다는 것을 규명했다. 경계선성격장애 환자와 CPTSD 환자는 발달 초기에 트라우마 상황을 자주 겪었으며 적절한 대처 기제(coping mechanism)를 배우지 못하였다. 이들의 대처 방식으로는 회피(avoidance), 약물복용(substances), 해리(dissociation), 기타 부적응적 행동들(maladaptive behaviors)이 있다. 따라서 CPTSD 치료법으로는 적절한 대처 행동, 정동조절, 대인관계 형성과 유지를 안정화하고 학습하는 것이다. CPTSD와 경계선성격장애는 증상 발현 양상에서는 물론 신경생리학적 측면에서도 유사성을 보인다. 예를 들어, 감정 기억(emotional memory)을 담당하는 편도체(amygdala), 기억(memory)을 담당하는 해마(hippocampus), 감정(emotion)을 담당하는 전측대상회피질(anterior cingulate cortex), 인격(personality)을 담당하는 궤도전전두엽피질(orbital prefrontal cortex)이 비정상적으로 커져 있다. 두 장애의 또 다른 공통점으로는 해리 가능성이 있다. 해리가 CPTSD의 전형적인 특징인지는 더 많은 연구를 통해 규명해야 하지만, CPTSD 환자에게 있어 해리 증상은 발현할 수 있는 것은 분명하다. 두 장애가 종합적 증상과 생리학적 상관관계에서 유사점을 보인다는 측면에서, 심리학자들은 둘 중 어느 한쪽의 치료법이 다른 한 장애의 치료법으로서도 효과적이라는 가설을 제시하고 있다.

### CPTSD 치료로서의 변증법적 행동치료
변증법적 행동치료에서 수용(acceptance)과 목표지향(goal orientation)을 행동 변화를 일으키는 접근법으로 사용하는 것은, 환자에게 점진적으로 힘을 불어넣고(empowerment) 환자가 치료과정으로 들어오게 하려는 것이다. 미래와 변화에 주목한다는 것은 환자가 과거에 경험하였던 트라우마 이력에 압도당하는 것으로부터 벗어나게 하는데 도움이 된다. CPTSD에 있어서 특히 이는 위험성(risk)을 가지고 있다. 왜냐하면 다양한 트라우마들이 CPTSD 진단 내에 포함되어 있기 때문이다. 일반적으로 전문가들은 다른 치료 단계로 들어가기 전에 환자의 자살경향성(suicidality)을 다룬다. PTSD는 자살생각(suicidadl ideation)을 겪게 할 가능성이 높기 때문이다. 변증법적 행동치료는 자살경향을 안정화하고 다른 치료법들에 도움을 주는 옵션이 되기도 한다.
일부에선 변증법적 행동치료가 CPTSD를 치료하는데 사용할 수 있지만 표준 PTSD 치료법보다는 유의미할 정도로 더 큰 효과를 보는 것은 아니라고 비판하기도 한다. 이들은 변증법적 행동치료가 자해행위 빈도를 줄여주고 대인관계기능(interpersonal functioning)을 증가시키는 효과는 있지만, 충동성(impulsivity), 반복적인 혹은 부정적인 생각으로 구성된 인지도식(cognitive schema), 죄책감이나 수치심과 같은 감정 등 CPTSD의 핵심 증상을 무시한다고 지적한다. 국제외상스트레스연구협회는 트라우마적 기억들에 집중하기보다는 다면적인 회복 모델을 사용하는 등, CPTSD는 PTSD의 전형적 치료법과는 달라야 한다고 보고하였다. 다면적 회복 모델은 안전 구축(establishing safety), 고통 견디기, 사회적 관계 등으로 구성된다.
이와 같은 가이드라인들과 병행하는 네 가지 양식(마음챙김, 고통 견디기, 정동조절, 대인관계 기술)을 포함하고 있기 때문에, 변증법적 행동치료는 하나의 치료 옵션(treatment option)과 같은 것이다. 변증법적 행동치료에 대한 또다른 비판으로는 치료가 효과를 보기까지 들이는 시간과 관련되어 있다. 변증법적 행동치료에 참여하는 환자들은 개인활동과 집단활동에 전념하지 못할 수도 있으며 보험비가 모든 활동에 적용되지 못할 가능성도 있다.
약 56%의 경계선성격장애 환자들은 PTSD 진단기준도 충족시킨다. 경계선성격장애 특질과 트라우마가 상관관계가 있기 때문에, 일부에서는 변증법적 행동치료를 트라우마 증상 치료법으로 사용하기도 한다. 일부 전문가들은, 트라우마를 상세히 반복하여 진술하는 방식의 지속노출치료(prolonged exposure therapy, PE), 혹은 트라우마적 기억과 관련된 인지도식을 다루는 인지처리치료(cognitive processing therapy, CPT) 등과 같은 PTSD 치료법에 변증법적 행동치료를 결합시키기도 한다.
예를 들어, 지속노출치료와 변증법적 행동치료를 결합하는 요법은 마음챙김 기술과 고통 견디기 기술을 가르치고 그 다음에 지속노출치료를 시행하는 방식이다. 환자는 트라우마가 발생한 것을 있는 그대로 받아들이고 삶 전체에서 어떻게 영향을 주었는지를 배우게 된다. 임상시험 참가자들은 증상이 감소하였고 12주 시험 이후에는 자해나 자살 시도가 없었다.
변증법적 행동치료를 트라우마 치료법으로 사용하는 것에 찬성하는 측의 주장은 감정조절과 고통 등 PTSD 증상에 달려 있다. 노출치료(exposure therapy)와 같은 PTSD 치료는 고통 견디기와 감정조절 능력이 저하된 환자들에게는 적절하지 않을 수 있다. 생물사회학적 이론에서는, 환자의 정서적 민감도(emotional sensitivity)의 고양, 환자의 감정에 대한 주변 사람들의 비수용적 태도(invalidation of emotions)나 지속적인 학대 혹은 트라우마와 같은 환경적 요소들, 부정적인 사건을 떠올리고 그 사건의 결과가 바뀌었을 수도 있다는 후회를 반복적으로 깊이 생각하는 경향이 정서조절장애(emotion dysregulation)를 일으킨다고 본다.
이런 특징을 가진 이들은 부적응적인 대처 행동을 보일 가능성이 있다. 변증법적 행동치료는 이런 사례에서 적절할 수 있는데, 변증법적 행동치료가 적절한 대처 기술을 가르치고 자기효능감을 어느 정도 상승시키기 때문이다. 변증법적 행동치료 세 양식은 고통 견디기와 감정 조절 기술을 향상시키고, 침범(intrusion), 자존감 결핍, 대인관계 문제 등의 증상에 효과를 가져다 준다.
주목할 만한 것은, 변증법적 행동치료는 완치 사례들에 기반하여 수정되어 왔다. 예를 들어, 전문가들에게서 변증법적 행동치료는 노출훈련(exposure exercises)을 치료법 안에 포함시키고, 외상성 뇌손상(traumatic brain injury, TBI)의 존재를 인정하고 보험적용범위(insurance coverage)에 넣도록 수정되었다는 것이다. 경계선성격장애가 동반된 사람들은 안전 구축(establishing safety) 단계에서 오래 걸릴 수 있다. 청소년들에게 있어, 변증법적 행동치료의 기술 트레이닝 단계를 통해 감정조절과 적절한 감정 표현 능력이 상당히 향상되었다. 약물남용(substance abuse)이 동반된 사람들은 구체적인 사례에 따라 적응하는 모습을 보이기도 한다.
예를 들어, 전문가는 행동 변화에 영감을 불어넣는 힘을 불어넣는 행위(empowerment)를 사용하는 동기강화상담(motivational interviewing, MI)의 요인을 포함시킬 것을 바랄지도 모른다. 약물남용이 어느 정도인지도 고려해야 한다. 일부 환자들에게 있어 약물남용은 자신들이 알고 있는 유일한 대처 행동이며, 이로 인해 전문가들은 약물남용 감소를 목표로 하기 전에 대처 행동을 개발할 수 있는 기술 트레이닝부터 먼저 하려고 할 것이다. 역으로 내담자의 약물남용이 치료 과정에 대한 참석률이나 치료 협조(treatment compliance)를 방해할 수 있으며, 전문가들은 트라우마에 변증법적 행동치료를 시행하기 전에 약물남용을 다룰 수도 있다.

## 같이 보기
- 게슈탈트 치료
- 경계선성격장애
- 노출 요법
- 마음챙김
- 심리치료
- 외상후스트레스장애
- 인지처리치료
- 인지행동치료